# 午井镇
午井镇，是中华人民共和国陕西省宝鸡市扶风县下辖的一个乡镇级行政单位。

## 行政区划
午井镇下辖以下地区：
午井村、贤官村、大官村、南官村、九家村、原子头村、南坡村、田家河村、吕家庄村、安上村、高望寺村、四户村、强家沟村、小寨村、料地村和龙蹄村。